# Henny Michielsen
Henny Michielsen (Rotterdam, 27 september 1951) is een voormalig profvoetballer uit Nederland. Hij speelde zowel op het middenveld als in de verdediging.
Michielsen, afkomstig van de amateurs van Xerxes uit Rotterdam maakte pas op 22-jarige leeftijd zijn debuut in het betaalde voetbal bij Sparta. Tot de zomer van 1977 speelde hij 99 competitiewedstrijden voor de Rotterdammers. Voor aanvang van het seizoen 1977-1978 vertrekt Michielsen naar het Belgische KSV Waregem. Hier is hij vele jaren basisspeler op het hoogste niveau in België voordat hij in 1984 verkast naar Beerschot. Begin 1986 keert Michielsen terug naar Nederland. Hij speelt nog anderhalf jaar in de eerste divisie bij DS'79 waar hij in 1987 zijn carrière afsluit.